# Massangano (Angola)
Massangano é uma vila e comuna angolana que se localiza na província do Cuanza Norte, pertencente ao município de Cambambe.

## História
Nesta vila ocorreu, em 1580, a Batalha de Massangano, na qual as forças portuguesas derrotaram o Reino do Dongo. Em 1583 foi construído o Forte de Massangano que assegurou a ocupação portuguesa na região.
Durante a ocupação holandesa de Angola os dongos e congos a mantiveram um grande cerco contra as tropas luandenses e residentes lusitanas abrigadas no Forte de Massangano, entre 1641 e 1648.
Em 1771 foi fundada na localidade a primeira fábrica de fundição de ferro de toda África subsaariana.
Chamou-se Nova Oeiras até 1975.